# Journal de Botanique (Morot)
Journal de Botanique (Morot) (abreviado J. Bot. (Morot)) fue una revista con ilustraciones y descripciones botánicas que fue editada en Francia. Se publicaron 2 series  desde el año 1887 hasta 1913

## Publicaciones
- Serie 1ª Vols. 1-20, 1887-1906.
- Serie 2ª vols. 1-3, 1907-1913.